# Grésy-sur-Aix
Grésy-sur-Aix (in italiano, desueto, Gresì) è un comune francese di 3 823 abitanti situato nel dipartimento della Savoia della regione dell'Alvernia-Rodano-Alpi.

## Società

### Evoluzione demografica
Abitanti censiti